# Нижняя Гоголевка
Нижняя Гоголевка — деревня в Тайшетском районе Иркутской области России. Входит в состав Квитокского муниципального образования. Находится примерно в 19 км к северо-востоку от районного центра.

## Население
По данным Всероссийской переписи, в 2010 году в деревне проживало 16 человек (10 мужчин и 6 женщин).